# Lista de Pokémon da geração IX
Este artigo apenas destaca os conceitos básicos das espécies Pokémon. Para informações detalhadas sobre o universo, por favor consulte wiki sobre o assunto.

Logotipo internacional da franquia Pokémon.

A nona geração (Geração IX) da franquia Pokémon apresenta 110 espécies fictícias de criaturas introduzidos nos jogos da Nintendo Switch, Pokémon Scarlet e Violet. Os Pokémon iniciais foram os primeiros Pokémon da geração a ser revelado em 27 de fevereiro de 2022 na apresentação Pokémon Presents.

## Design e desenvolvimento
Os Pokémon IX da primeira geração, Sprigatito, Fuecoco e Quaxly, foram anunciados em 27 de fevereiro de 2022 no Pokémon Presents, que também anunciou Pokémon Scarlet e Violet.

## Lista de Pokémon
| Nome em inglês | Nome em japonês                | Número do Pokédex Nacional | Tipo      | Tipo       | Evoluem em                        | Notas |
| Nome em inglês | Nome em japonês                | Número do Pokédex Nacional | Primário  | Secundário | Evoluem em                        | Notas |
| -------------- | ------------------------------ | -------------------------- | --------- | ---------- | --------------------------------- | --- |
| Sprigatito     | ニャオハ (Nyaoha)              | 906                        | Planta    | Planta     | Floragato (#907)                  | Sprigatito é um Pokémon felino e o Pokémon inicial do tipo Planta em Pokémon Scarlet e Violet. Seu nome em inglês é uma combinação de "sprig" para "raminho" e "gatito", a palavra espanhola para "gatinho" . |
| Floragato      | ニャローテ (Nyarōte)           | 907                        | Planta    | Planta     | Meowscarada (#908)                | Floragato é um Pokémon felino introduzido em Pokémon Scarlet e Violet. Ele mantém os bigodes de Sprigatito, mas agora tem um formato de pétala em seus pulsos. O pelo do pescoço cresceu mais, enquanto as orelhas ficaram mais pontudas. O nome em inglês é uma combinação de "flor", espanhol para "flor", e "gato", espanhol para "gato". |
| Meowscarada    | マスカーニャ (Masukānya)       | 908                        | Planta    | Noturno    | Não evoluem                       | Meowscarada é um Pokémon felino introduzido em Pokémon Scarlet e Violet. É um Pokémon humanoide, bípede, que se assemelha a um gato, também aparece baseado no Promegantereon. Após evoluir de Floragato, ganha máscara, capa e fica mais alto. É conhecido por manipular uma flor para que pareça estar flutuando, como se fosse um mágico. Seu nome vem de miado, um som que os gatos fazem, e "mascarada", a palavra espanhola para "mascarada". |
| Fuecoco        | ホゲータ (Hogēta)              | 909                        | Fogo      | Fogo       | Crocalor (#910)                   | Fuecoco é um Pokémon semelhante a um crocodilo e o Pokémon inicial do tipo Fogo em Pokémon Scarlet e Violet. O nome "Fuecoco" deriva das palavras espanholas "fuego", que significa "fogo", e "cocodrilo", que significa "crocodilo". |
| Crocalor       | アチゲータ (Achigēta)          | 910                        | Fogo      | Fogo       | Skeledirge (#911)                 | Crocalor é um Pokémon maior, parecido com um crocodilo, introduzido em Pokémon Scarlet e Violet. Ele tem um ninho em chamas que lembra um chapéu na cabeça, que contém um ovo de fogo que pode eclodir em breve. Seu nome vem dos termos espanhóis "cocodrilo" e "calor", que significa "calor". |
| Skeledirge     | ラウドボーン (Raudobōn)        | 911                        | Fogo      | Fantasma   | Não evoluem                       | Skeledirge é um Pokémon semelhante a um crocodilo introduzido em Pokémon Scarlet e Violet. Ele marca a primeira evolução inicial quadrúpede desde Samurott. Sua cabeça tem padrões de caveira, e o ovo na cabeça de Crocalor eclodiu em um pássaro flamejante, representando a simbiose entre um crocodilo e uma tarambola egípcia. Seu nome vem de "esqueleto" e "canto fúnebre", que é uma espécie de canção cantada em funerais. Sua voz cantante, cheia de vitalidade, acalma o coração dos ouvintes. Os inimigos que o ouvem ficam com sentimentos de calor e satisfação, perdendo assim a vontade de lutar.                            |
| Quaxly         | クワッス (Kuwassu)             | 912                        | Água      | Água       | Quaxwell (#913)                   | Quaxly é um Pokémon parecido com um pato e o Pokémon inicial do tipo Água em Pokémon Scarlet e Violet. O nome inglês de Quaxly é tirado de "quack", a onomatopeia para o som que um pato faz, e "wax", que faz referência à cera de cabelo. Kuwassu tem as mesmas inspirações, sendo tirado da palavra japonesa para "charlatão", "kuwakku" (クワック), e da palavra japonesa para "cera", "wakkusu" (ワックス). |
| Quaxwell       | ウェルカモ (Werukamo)          | 913                        | Água      | Água       | Quaquaval (#914)                  | Quaxwell é um Pokémon semelhante a um pato introduzido em Pokémon Scarlet e Violet. Seu nome em inglês vem de "quack", o som que os patos fazem, e "swell", referindo-se aos pássaros que estufam sua plumagem. Quaxwell é mais alto que Quaxly e tem cabelo azul escuro que vai mais para baixo nas costas. Aparentemente tem um olhar digno e uma atitude amigável. Quaxwell pratica consistentemente os fundamentos de seu treinamento e observa Pokémon e pessoas de várias regiões para entrelaçar seus movimentos em suas danças. Tem uma pequena semelhança com a maneira como os jovens espanhóis se vestiam e agiam há muito tempo. |
| Quaquaval      | ウェーニバル (Wēnibaru)        | 914                        | Água      | Lutador    | Não evoluem                       | Quaquaval é um Pokémon semelhante a um pato introduzido em Pokémon Scarlet e Violet. Quaquaval é provavelmente uma junção de "quack" e "naval", bem como Carnaval. Um único chute deste Pokémon fará um caminhão rolar. Seu movimento característico, Aqua Step, permite que ele chute para cima em uma cambalhota e aterrisse em um chute giratório, enviando suas penas de pavão destacadas em seu oponente. |
| Lechonk        | グルトン (Guruton)             | 915                        | Normal    | Normal     | Oinkologne (#916)                 | Lechonk é um Pokémon semelhante a um porco que foi introduzido em Pokémon Scarlet e Violet. O nome inglês de Lechonk é uma combinação de "lechón", que significa Leitão, um prato espanhol de carne de porco, "oink", que significa roncar, uma onomatopeia para o som de um porco, e "chonk", que é derivado de "chunk (y)", gíria para uma gordura animais. Após o anúncio, a resposta a este Pokémon foi extremamente positiva, comparando o nome a vários memes da Internet. |
| Oinkologne     | パフュートン (Pafyūton)        | 916                        | Normal    | Normal     | Não evoluem                       | Oinkologne é um Pokémon semelhante a um porco com tema de colônia introduzido em Pokémon Scarlet e Violet, e um dos muitos Pokémon com diferenças de gênero. O macho é todo preto, tirando o rosto marrom que Lechonk já teve e tem uma orelha maior cobrindo um dos olhos. A fêmea mantém o rosto acastanhado que tinha em sua pré-evolução e ganha pálpebras rosadas. |
| Tarountula     | タマンチュラ (Tamanchura)      | 917                        | Inseto    | Inseto     | Spidops (#918)                    | Tarountula é um Pokémon semelhante a uma tarântula introduzido em Pokémon Scarlet e Violet. Carrega nas costas a seda já produzida em uma grande bola. Diz-se que esta seda seca e dura pode ser o material de seda mais resistente de qualquer Pokémon inseto. É um Pokémon tímido e prefere viajar em grupos. |
| Spidops        | ワナイダー (Wanaidā)           | 918                        | Inseto    | Inseto     | Não evoluem                       | Spidops é um Pokémon semelhante a uma aranha introduzido em Pokémon Scarlet e Violet. Ele mantém um pouco de seda enrolada em seu abdômen, como uma bandagem de emergência. É o primeiro Pokémon parecido com uma aranha com oito pernas, mas usa as quatro traseiras em pares, como pernas. |
| Nymble         | マメバッタ (Mamebatta)         | 919                        | Inseto    | Inseto     | Lokix (#920)                      | Nymble é um Pokémon tipo gafanhoto introduzido em Pokémon Scarlet e Violet. É extremamente pequeno e foge imediatamente saltando, se algo se aproximar demais. Seu nome é um erro ortográfico intencional da palavra "nimble", que significa "ágil". |
| Lokix          | エクスレッグ (Ekusureggu)      | 920                        | Inseto    | Noturno    | Não evoluem                       | Lokix é um Pokémon semelhante a um gafanhoto introduzido em Pokémon Scarlet e Violet. Tendo crescido significativamente desde sua evolução anterior, agora pode usar suas pernas estendidas para atacar em vez de fugir. Seu nome é pronunciado como "low kicks", que significa "pontapés baixos", referindo-se ao seu método primário de ataque, e possivelmente gafanhoto. |
| Pawmi          | パモ (Pamo)                    | 921                        | Elétrico  | Elétrico   | Pawmo (#922)                      | Pawmi é um Pokémon semelhante a um roedor e a criatura regional semelhante a Pikachu em Pokémon Scarlet e Violet. Pawmi pode se originar de "paw", que significa "pata" e "nezumi", a palavra japonesa para rato. É supostamente ansioso e amigável com os humanos. Suas bochechas contêm bolsas elétricas fracas que transferem eletricidade estática para as palmas das mãos, que agem como um desfibrilador. |
| Pawmo          | パモット (Pamotto)             | 922                        | Elétrico  | Lutador    | Pawmot (#923)                     | Pawmo é um Pokémon semelhante a um roedor introduzido em Pokémon Scarlet e Violet. Depois de evoluir, torna-se bípede e seus sacos elétricos tornam-se mais fortes. Ele e sua evolução Pawmot são os dois primeiros dos tipos lutador e elétrico. Pawmo teve uma recepção negativa por ser muito parecido com Pawmi, sua pré-evolução. |
| Pawmot         | パーモット (Pāmotto)           | 923                        | Elétrico  | Lutador    | Não evoluem                       | Pawmot é um Pokémon parecido com uma marmota introduzido em Pokémon Scarlet e Violet. O cabelo carregado em seu corpo ficou mais selvagem e agora é significativamente mais alto que Pawmo. Sua entrada na Pokédex sugere que ele pode conter energia suficiente para carregar um carro elétrico. Seu nome vem de "paw" e "marmot", uma espécie de esquilo terrestre. |
| Tandemaus      | ワッカネズミ (Wakkanezumi)     | 924                        | Normal    | Normal     | Maushold (#925)                   | Tandemaus é um Pokémon semelhante a um rato introduzido em Pokémon Scarlet e Violet. Consiste em dois "ratos" que agem como um Pokémon, seguindo um ao outro em todos os lugares. Seu nome vem da palavra "tandem" e "maus", a palavra alemã para "rato". |
| Maushold       | イッカネズミ (Ikkanezumi)      | 925                        | Normal    | Normal     | Não evoluem                       | Maushold é um Pokémon semelhante a um rato com tema familiar introduzido em Pokémon Scarlet e Violet. Consiste em um grupo de dois "pais" de rato e um ou dois "filhos" de rato. As crianças aparentemente surgiram durante o processo de evolução, e os originais cuidam das crianças como se fossem parentes de alguma forma. Localizar uma "Família de Quatro" Maushold é mais comum do que uma "Família de Três". Seu nome vem de "maus", a palavra alemã para rato. |
| Fidough        | パピモッチ (Pupimocchi)        | 926                        | Fada      | Fada       | Dachsbun (#927)                   | Fidough é um Pokémon semelhante a um cachorro com tema de massa que foi introduzido em Pokémon Scarlet e Violet. É protegido pelos chefs devido ao valioso fermento que exala. Pode ser inspirado no conto do cachorro preto, que tem várias recontagens diferentes na Europa e na América. Em uma recontagem dessa história, o Cachorro Preto é um cachorro fada. Seu nome vem de "dough" e "Fido", nome comum para cachorro. |
| Dachsbun       | バウッツェル (Bauttseru)       | 927                        | Fada      | Fada       | Não evoluem                       | Dachsbun é um Pokémon semelhante a um cachorro com tema de pastelaria introduzido em Pokémon Scarlet e Violet. A massa em seu corpo formou uma variedade de pastéis delicados. Seu nome vem de "dachshund" e "bun", enquanto seu nome japonês vem da onomatopéia "bow wow" e da palavra inglesa "pretzel", que significa bretzel. |
| Smoliv         | ミニーブ (Minību)              | 928                        | Planta    | Normal     | Dolliv (#929)                     | Smoliv é um Pokémon parecido com uma azeitona que foi introduzido em Pokémon Scarlet e Violet. Seu nome vem de "smol" (gíria da internet para "pequeno") e "olive", que significa "azeitona". |
| Dolliv         | オリーニョ (Orīnyo)            | 929                        | Planta    | Normal     | Arboliva (#930)                   | |
| Arboliva       | オリーヴァ (Orīva)             | 930                        | Planta    | Normal     | Não evoluem                       | |
| Squawkabilly   | イキリンコ (Ikirinko)          | 931                        | Normal    | Voador     | Não evoluem                       | |
| Nacli          | コジオ (Kojio)                 | 932                        | Pedra     | Pedra      | Naclstack (#933)                  | |
| Naclstack      | ジオヅム (Jiozumu)             | 933                        | Pedra     | Pedra      | Garganacl (#934)                  | |
| Garganacl      | キョジオーン (Kyojiōn)         | 934                        | Pedra     | Pedra      | Não evoluem                       | |
| Charcadet      | カルボウ (Karubō)              | 935                        | Fogo      | Fogo       | Armarouge (#936) Ceruledge (#937) | |
| Armarouge      | グレンアルマ (Gurenaruma)      | 936                        | Fogo      | Psíquico   | Não evoluem                       | |
| Ceruledge      | ソウブレイズ (Sōbureizu)       | 937                        | Fogo      | Fantasma   | Não evoluem                       | |
| Tadbulb        | ズピカ (Zupika)                | 938                        | Elétrico  | Elétrico   | Bellibolt (#939)                  | |
| Bellibolt      | ハラバリー (Harabarī)          | 939                        | Elétrico  | Elétrico   | Não evoluem                       | |
| Wattrel        | カイデン (Kaiden)              | 940                        | Elétrico  | Voador     | Kilowattrel (#941)                | |
| Kilowattrel    | タイカイデン (Taikaiden)       | 941                        | Elétrico  | Voador     | Não evoluem                       | |
| Maschiff       | オラチフ (Orachifu)            | 942                        | Noturno   | Noturno    | Mabosstiff (#943)                 | |
| Mabosstiff     | マフィティフ (Mafitifu)        | 943                        | Noturno   | Noturno    | Não evoluem                       | |
| Shroodle       | シルシュルー (Shirushurū)      | 944                        | Venenoso  | Normal     | Grafaiai (#945)                   | |
| Grafaiai       | タギングル (Taginguru)         | 945                        | Venenoso  | Normal     | Não evoluem                       | |
| Bramblin       | アノクサ (Anokusa)             | 946                        | Planta    | Fantasma   | Brambleghast (#947)               | |
| Brambleghast   | アノホラグサ (Anohoragusa)     | 947                        | Planta    | Fantasma   | Não evoluem                       | |
| Toedscool      | ノノクラゲ (Nonokurage)        | 948                        | Terrestre | Planta     | Toedscruel (#949)                 | |
| Toedscruel     | リククラゲ (Rikukurage)        | 949                        | Terrestre | Planta     | Não evoluem                       | |
| Klawf          | ガケガニ (Gakegani)            | 950                        | Pedra     | Pedra      | Não evoluem                       | |
| Capsakid       | カプサイジ (Kapusaiji)         | 951                        | Planta    | Planta     | Scovillain (#952)                 | |
| Scovillain     | スコヴィラン (Sukoviran)       | 952                        | Planta    | Fogo       | Não evoluem                       | |
| Rellor         | シガロコ (Shigaroko)           | 953                        | Inseto    | Inseto     | Rabsca (#954)                     | |
| Rabsca         | ベラカス (Berakasu)            | 954                        | Inseto    | Psíquico   | Não evoluem                       | |
| Flittle        | ヒラヒナ (Hirahina)            | 955                        | Psíquico  | Psíquico   | Espathra (#956)                   | |
| Espathra       | クエスパトラ (Kuesupatora)     | 956                        | Psíquico  | Psíquico   | Não evoluem                       | |
| Tinkatink      | カヌチャン (Kanuchan)          | 957                        | Fada      | Metálico   | Tinkatuff (#958)                  | |
| Tinkatuff      | ナカヌチャン (Nakanuchan)      | 958                        | Fada      | Metálico   | Tinkaton (#959)                   | |
| Tinkaton       | デカヌチャン (Dekanuchan)      | 959                        | Fada      | Metálico   | Não evoluem                       | |
| Wiglett        | ウミディグダ (Umidiguda)       | 960                        | Água      | Água       | Wugtrio (#961)                    | |
| Wugtrio        | ウミトリオ (Umitorio)          | 961                        | Água      | Água       | Não evoluem                       | |
| Bombirdier     | オトシドリ (Otoshidori)        | 962                        | Voador    | Noturno    | Não evoluem                       | |
| Finizen        | ナミイルカ (Namiiruka)         | 963                        | Água      | Água       | Palafin (#964)                    | |
| Palafin        | イルカマン (Irukaman)          | 964                        | Água      | Água       | Não evoluem                       | |
| Varoom         | ブロロン (Buroron)             | 965                        | Metálico  | Venenoso   | Revavroom (#966)                  | |
| Revavroom      | ブロロローム (Burororōmu)      | 966                        | Metálico  | Venenoso   | Não evoluem                       | |
| Cyclizar       | モトトカゲ (Mototokage)        | 967                        | Dragão    | Normal     | Não evoluem                       | |
| Orthworm       | ミミズズ (Mimizuzu)            | 968                        | Metálico  | Metálico   | Não evoluem                       | |
| Glimmet        | キラーメ (Kirāme)              | 969                        | Pedra     | Venenoso   | Glimmora (#970)                   | |
| Glimmora       | キラフロル (Kirafuroru)        | 970                        | Pedra     | Venenoso   | Não evoluem                       | |
| Greavard       | ボチ (Bochi)                   | 971                        | Fantasma  | Fantasma   | Houndstone (#972)                 | |
| Houndstone     | ハカドッグ (Hakadoggu)         | 972                        | Fantasma  | Fantasma   | Não evoluem                       | |
| Flamigo        | カラミンゴ (Karamingo)         | 973                        | Voador    | Lutador    | Não evoluem                       | |
| Cetoddle       | アルクジラ (Arukujira)         | 974                        | Gelo      | Gelo       | Cetitan (#975)                    | |
| Cetitan        | ハルクジラ (Harukujira)        | 975                        | Gelo      | Gelo       | Não evoluem                       | |
| Veluza         | ミガルーサ (Migarūsa)          | 976                        | Água      | Psíquico   | Não evoluem                       | |
| Dondozo        | ヘイラッシャ (Heirassha)       | 977                        | Água      | Água       | Não evoluem                       | |
| Tatsugiri      | シャリタツ (Sharitatsu)        | 978                        | Dragão    | Água       | Não evoluem                       | |
| Annihilape     | コノヨザル (Konoyozaru)        | 979                        | Lutador   | Fantasma   | Não evoluem                       | |
| Clodsire       | ドオー (Doō)                   | 980                        | Venenoso  | Terrestre  | Não evoluem                       | |
| Farigiraf      | リキキリン (Rikikirin)         | 981                        | Normal    | Psíquico   | Não evoluem                       | |
| Dundunsparce   | ノココッチ (Nokokocchi)        | 982                        | Normal    | Normal     | Não evoluem                       | |
| Kingambit      | ドドゲザン (Dodogezan)         | 983                        | Noturno   | Metálico   | Não evoluem                       | |
| Great Tusk     | イダイナキバ (Idainakiba)      | 984                        | Terrestre | Lutador    | Não evoluem                       | Great Tusk é mencionado pela primeira vez no Scarlet Book em Pokémon Scarlet, um antigo Pokémon Paradoxo semelhante ao Pokémon Donphan. |
| Scream Tail    | サケブシッポ (Sakebushippo)    | 985                        | Fada      | Psíquico   | Não evoluem                       | Scream Tail é mencionado pela primeira vez no Scarlet Book em Pokémon Scarlet, um antigo Pokémon Paradoxo semelhante ao Pokémon Jigglypuff. |
| Brute Bonnet   | アラブルタケ (Araburutake)     | 986                        | Planta    | Noturno    | Não evoluem                       | Brute Bonnet é mencionado pela primeira vez no Scarlet Book em Pokémon Scarlet, um antigo Pokémon Paradoxo semelhante ao Pokémon Amoonguss. |
| Flutter Mane   | ハバタクカミ (Habatakukami)    | 987                        | Fantasma  | Fada       | Não evoluem                       | Flutter Mane é mencionado pela primeira vez no Scarlet Book em Pokémon Scarlet, um antigo Pokémon Paradoxo semelhante ao Pokémon Misdreavus. |
| Slither Wing   | チヲハウハネ (Chiohauhane)     | 988                        | Inseto    | Lutador    | Não evoluem                       | Slither Wing é mencionado pela primeira vez no Scarlet Book em Pokémon Scarlet, um antigo Pokémon Paradoxo semelhante ao Pokémon Volcarona. |
| Sandy Shocks   | スナノケガワ (Sunanokegawa)    | 989                        | Elétrico  | Terrestre  | Não evoluem                       | Sandy Shocks é mencionado pela primeira vez no Scarlet Book em Pokémon Scarlet, um antigo Pokémon Paradoxo semelhante ao Pokémon Magneton. |
| Iron Treads    | テツノワダチ (Tetsunowadachi)  | 990                        | Terrestre | Metálico   | Não evoluem                       | Iron Treads é mencionado pela primeira vez no Violet Book em Pokémon Violet, um Pokémon Paradoxo futurista que se assemelha ao Pokémon Donphan. |
| Iron Bundle    | テツノツツミ (Tetsunotsutsumi) | 991                        | Gelo      | Água       | Não evoluem                       | Iron Bundle é mencionado pela primeira vez no Violet Book em Pokémon Violet, um Pokémon Paradoxo futurista que se assemelha ao Pokémon Delibird. |
| Iron Hands     | テツノカイナ (Tetsunokaina)    | 992                        | Lutador   | Elétrico   | Não evoluem                       | Iron Hands é mencionado pela primeira vez no Violet Book em Pokémon Violet, um Pokémon Paradoxo futurista que se assemelha ao Pokémon Hariyama. |
| Iron Jugulis   | テツノコウベ (Tetsunokōbe)     | 993                        | Noturno   | Voador     | Não evoluem                       | Iron Jugulis é mencionado pela primeira vez no Violet Book em Pokémon Violet, um Pokémon Paradoxo futurista que se assemelha ao Pokémon Hydreigon. |
| Iron Moth      | テツノドクガ (Tetsunodokuga)   | 994                        | Fogo      | Venenoso   | Não evoluem                       | Iron Moth é mencionado pela primeira vez no Violet Book em Pokémon Violet, um Pokémon Paradoxo futurista que se assemelha ao Pokémon Volcarona. |
| Iron Thorns    | テツノイバラ (Tetsunoibara)    | 995                        | Pedra     | Elétrico   | Não evoluem                       | Iron Thorns é mencionado pela primeira vez no Violet Book em Pokémon Violet, um Pokémon Paradoxo futurista que se assemelha ao Pokémon Tyranitar. |
| Frigibax       | セビエ (Sebie)                 | 996                        | Dragão    | Gelo       | Arctibax (#997)                   | |
| Arctibax       | セゴール (Segōru)              | 997                        | Dragão    | Gelo       | Baxcalibur (#998)                 | |
| Baxcalibur     | セグレイブ (Segureibu)         | 998                        | Dragão    | Gelo       | Não evoluem                       | |
| Gimmighoul     | コレクレー (Korekurē)          | 999                        | Fantasma  | Fantasma   | Gholdengo (#1000)                 | Gimmighoul é um Pokémon parecido com um baú de tesouro introduzido em Pokémon Scarlet e Violet. |
| Gholdengo      | サーフゴー (Sāfugō)            | 1 000                      | Metálico  | Fantasma   | Não evoluem                       | Gimmighoul evolui para Gholdengo, o milésimo Pokémon da Pokédex, quando sobe de nível enquanto o jogador tem 999 Moedas Gimmighoul em sua Bolsa. |
| Wo-Chien       | チオンジェン (Chionjen)        | 1 001                      | Noturno   | Planta     | Não evoluem                       | Wo-Chien é um membro do quarteto Treasures of Ruin conhecido como Tablets of Ruin. |
| Chien-Pao      | パオジアン (Paojian)           | 1 002                      | Noturno   | Gelo       | Não evoluem                       | Chien-Pao é um membro do quarteto Treasures of Ruin conhecido como Sword of Ruin. |
| Ting-Lu        | ディンルー (Dinrū)             | 1 003                      | Noturno   | Terrestre  | Não evoluem                       | Ting-Lu é um membro do quarteto Treasures of Ruin conhecido como Vessel of Ruin. |
| Chi-Yu         | イーユイ (Īyui)                | 1 004                      | Noturno   | Fogo       | Não evoluem                       | Chi-Yu é um membro do quarteto Treasures of Ruin, conhecido como Beads of Ruin. |
| Roaring Moon   | トドロクツキ (Todorokutsuki)   | 1 005                      | Dragão    | Noturno    | Não evoluem                       | Roaring Moon é mencionado pela primeira vez no Scarlet Book em Pokémon Scarlet, um antigo Pokémon Paradoxo semelhante ao Pokémon Salamence. |
| Iron Valiant   | テツノブジン (Tetsunobujin)    | 1 006                      | Fada      | Lutador    | Não evoluem                       | Iron Valiant é mencionado pela primeira vez no Violet Book em Pokémon Violet, um Pokémon Paradoxo futurista que se assemelha ao Pokémon Gallade e Gardevoir. |
| Koraidon       | コライドン (Koraidon)          | 1 007                      | Lutador   | Dragão     | Não evoluem                       | Koraidon é um Pokémon lendário que serve como mascote do Pokémon Scarlet. Ele também é um antigo Pokémon Paradoxo semelhante ao Pokémon Cyclizar. |
| Miraidon       | ミライドン (Miraidon)          | 1 008                      | Elétrico  | Dragão     | Não evoluem                       | Miraidon é um Pokémon lendário que serve como mascote para Pokémon Violet. Ele também é um Pokémon Paradoxo futurista que se assemelha ao Pokémon Cyclizar. |
| Walking Wake   | ウネルミナモ (Uneruminamo)     | 1 009                      | Água      | Dragão     | Não evoluem                       | Walking Wake é mencionado pela primeira vez no Scarlet Book em Pokémon Scarlet, um antigo Pokémon Paradoxo semelhante ao Pokémon Suicune. Foi lançado pela primeira vez em DLC em Pokémon Scarlet e Violet, adicionado ao jogo após o lançamento em um evento online em 27 de fevereiro de 2023. |
| Iron Leaves    | テツノイサハ (Tetsunoisaha)    | 1 010                      | Planta    | Psíquico   | Não evoluem                       | Iron Leaves é mencionado pela primeira vez no Violet Book em Pokémon Violet, um futurista Pokémon Paradoxo que se assemelha ao Pokémon Virizion. Foi lançado pela primeira vez em DLC em Pokémon Scarlet e Violet, adicionado ao jogo após o lançamento em um evento online em 27 de fevereiro de 2023. |
| Dipplin        | カミッチュ (Kamitchu)          | 1 011                      | Planta    | Dragão     | Hydrapple (#1019)                 | Dipplin é um Pokémon parecido com uma maçã doce que estreou no DLC "The Teal Mask" em Pokémon Scarlet e Violet. É o terceiro ramo evolutivo de Applin e o único que não possui uma forma Gigantamax conhecida. A dupla que compõe o Dipplin trabalha junta dentro da maçã compartilhada e é capaz de produzir xarope, que utiliza para revestir a maçã em camadas. Este xarope tem um aroma perfumado que cativa os adversários de Dipplin. |
| Poltchageist   | チャデス (Chadesu)             | 1 012                      | Planta    | Fantasma   | Sinistcha (#1013)                 | Poltchageist é um Pokémon parecido com matcha que estreou no DLC "The Teal Mask" em Pokémon Scarlet e Violet. Foi anunciado no dia 22 de agosto de 2023, por meio de um trailer envolvendo uma história de fantasmas, após vários dias de teasers em forma de brindes e mudanças em seu site. Tem semelhanças com Sinistea, mas é uma espécie diferente. |
| Sinistcha      | ヤバソチャ (Yabasocha)         | 1 013                      | Planta    | Fantasma   | Não evoluem                       | Sinistcha é um Pokémon parecido com matcha que estreou no DLC "The Teal Mask" em Pokémon Scarlet e Violet. Tem semelhanças com Polteageist, mas é uma espécie diferente |
| Okidogi        | イイネイヌ (Īneinu)            | 1 014                      | Venenoso  | Lutador    | Não evoluem                       | Okidogi é um Pokémon parecido com um cachorro que aparecerá no DLC "Turquoise Mask" em Pokémon Scarlet e Violet. |
| Munkidori      | マシマシラ (Mashimashira)      | 1 015                      | Venenoso  | Psíquico   | Não evoluem                       | Munkidori é um Pokémon semelhante a um macaco que aparecerá no DLC "The Turquoise Mask" em Pokémon Scarlet e Violet. |
| Fezandipiti    | キチキギス (Kichikigisu)       | 1 016                      | Venenoso  | Fada       | Não evoluem                       | Fezandipiti é um Pokémon parecido com um faisão que aparecerá no DLC "Turquoise Mask" em Pokémon Scarlet e Violet. |
| Ogerpon        | オーガポン (Ōgapon)            | 1 017                      | Planta    | Planta     | Não evoluem                       | Ogerpon é um Pokémon lendário mascarado que aparecerá no DLC "Turquoise Mask" em Pokémon Scarlet e Violet. |
| Ogerpon        | オーガポン (Ōgapon)            | 1 017                      | Planta    | Água       | Não evoluem                       | Wellspring Ogerpon é a forma que Ogerpon assume enquanto segura o item Wellspring Mask. Nesta forma, ele se torna do tipo Grama e Água e o Embody Aspect aumenta sua Defesa Especial. |
| Ogerpon        | オーガポン (Ōgapon)            | 1 017                      | Planta    | Fogo       | Não evoluem                       | Hearthflame Ogerpon é a forma que Ogerpon assume enquanto segura o item Hearthflame Mask. Nesta forma, ele se torna do tipo Grama e Fogo e Embody Aspect aumenta seu Ataque. |
| Ogerpon        | オーガポン (Ōgapon)            | 1 017                      | Planta    | Pedra      | Não evoluem                       | Cornerstone Ogerpon é a forma que Ogerpon assume enquanto segura o item Cornerstone Mask. Nesta forma, ele se torna do tipo Grama e Pedra e Embody Aspect aumenta sua Defesa. |
| Archaludon     | ブリジュラス (Burijurasu)      | 1 018                      | Metálico  | Dragão     | Não evoluem                       | Archaludon é um Pokémon tipo ponte que estreou no DLC "The Indigo Disk" em Pokémon Scarlet e Violet. |
| Hydrapple      | カミツオロチ (Kamitsuorochi)   | 1 019                      | Planta    | Dragão     | Não evoluem                       | Uma evolução de Dipplin, Hydrapple é uma criatura com múltiplas cabeças que estreou no DLC "The Indigo Disk" em Pokémon Scarlet e Violet. É baseado na Hidra, uma criatura com várias cabeças da mitologia grega. |
| Gouging Fire   | ウガツホムラ (Ugatsuhomura)    | 1 020                      | Fogo      | Dragão     | Não evoluem                       | Gouging Fire, um antigo Pokémon Paradoxo semelhante ao Pokémon Entei, é mencionado pela primeira vez no Livro Escarlate em Pokémon Scarlet. Assim como Walking Wake e Raging Bolt, é distinto de outros Pokémon antigos por lembrar muito um Pokémon Lendário. Ele estreou no DLC "The Indigo Disk" em Pokémon Scarlet. Pode ser considerado uma contrapartida de Iron Boulder, já que nenhum deles foi revelado oficialmente antes do lançamento de “The Indigo Disk”. |
| Raging Bolt    | タケルライコ (Takeruraiko)     | 1 021                      | Elétrico  | Dragão     | Não evoluem                       | Raging Bolt, um antigo Pokémon Paradoxo semelhante ao Pokémon Raikou, é mencionado pela primeira vez no Livro Escarlate em Pokémon Scarlet. Assim como Walking Wake e Gouging Fire, ele se distingue dos outros Pokémon antigos por lembrar muito um Pokémon Lendário. Ele estreou no DLC "The Indigo Disk" em Pokémon Scarlet. Pode ser considerado uma contrapartida do Iron Crown, já que ambos foram divulgados em trailers antes do lançamento de “The Indigo Disk”. |
| Iron Boulder   | テツノイワオ (Tetsunoiwao)     | 1 022                      | Pedra     | Psíquico   | Não evoluem                       | Iron Boulder, um Pokémon Paradoxo futurista semelhante ao Pokémon Terrakion, é mencionado pela primeira vez no Livro Violeta em Pokémon Violet. Assim como Iron Leaves e Iron Crown, ele se distingue de outros Pokémon futuristas por lembrar muito um Pokémon Lendário. Ele estreou no DLC "The Indigo Disk" em Pokémon Violet. Pode ser considerado uma contrapartida de Gouging Fire, já que nenhum deles foi revelado oficialmente antes do lançamento de “The Indigo Disk”. |
| Iron Crown     | テツノカシラ (Tetsunokashira)  | 1 023                      | Metálico  | Psíquico   | Não evoluem                       | Iron Crown, um Pokémon Paradox futurista semelhante ao Pokémon Cobalion, é mencionado pela primeira vez no Livro Violeta em Pokémon Violet. Assim como Iron Leaves e Iron Boulder, ele se distingue de outros Pokémon futuristas por lembrar muito um Pokémon Lendário. Ele estreou no DLC "The Indigo Disk" em Pokémon Violet. Pode ser considerado uma contraparte de Raging Bolt, já que ambos foram divulgados em trailers antes do lançamento de “The Indigo Disk”. |
| Terapagos      | テラパゴス (Terapagosu)        | 1 024                      | Normal    | Normal     | Não evoluem                       | Terapagos é um lendário Pokémon semelhante a uma tartaruga que aparecerá no DLC "The Indigo Disc" em Pokémon Scarlet e Violet. Aparece inicialmente no episódio 2 do anime Pokémon Horizontes – A Série. |
| Pecharunt      | モモワロウ (Momowarou)         | 1 025                      | Venenoso  | Fantasma   | Não evoluem                       | Um Pokémon Mítico parecido com um pêssego que estreou no DLC "The Hidden Treasure of Area Zero Epilogue: Mochi Mayhem" em Pokémon Scarlet e Violet. Parece ser baseado em Momotarō, semelhante a como os Três Leais foram baseados em seus companheiros animais. Só pode ser obtido através do evento Mochi Mayhem, acessado com um item "Mythical Pecha Berry" obtido através de um sorteio de Mystery Gift. O item e o enredo em torno de Pecharunt foram lançados oficialmente em 11 de janeiro de 2024. |

### Formas de Paldea
| Nome em inglês | Nome em japonês        | Número do Pokédex Nacional | Tipo     | Tipo       | Evoluem em      | Notas |
| Nome em inglês | Nome em japonês        | Número do Pokédex Nacional | Primário | Secundário | Evoluem em      | Notas |
| -------------- | ---------------------- | -------------------------- | -------- | ---------- | --------------- | --- |
| Tauros         | ケンタロス (Kentarosu) | 128                        | Lutador  | Lutador    | Não evoluem     | Esta forma de Tauros é conhecida como Tauros de Paldea "Combat Breed". Ele é a variedade mais comum e tem chifres curtos usados para atingir os pontos de pressão dos oponentes.          |
| Tauros         | ケンタロス (Kentarosu) | 128                        | Lutador  | Fogo       | Não evoluem     | Esta forma de Tauros é conhecida como Tauros "Blaze Breed" de Paldea e é exclusiva do Pokémon Scarlet. Manchas vermelhas aparecem em seu pelo, que é extremamente parecido com uma chama. |
| Tauros         | ケンタロス (Kentarosu) | 128                        | Lutador  | Água       | Não evoluem     | Esta forma de Tauros é conhecida como Tauros "Aqua Breed" de Paldea e é exclusiva do Pokémon Violet. Seu pelo adquire listras azuis e pende como uma cachoeira.                           |
| Wooper         | ウパー (Upā)           | 194                        | Venenoso | Terrestre  | Clodsire (#980) | Wooper é baseado em axolote. Ao contrário de sua contraparte Johto, ele é do tipo Venenoso e Terrestre.                                                                                   |